# CHARA'S CLIPS 1997-2001
『CHARA'S CLIPS 1997-2001』（チャラズ クリップス -）は、CHARAのビデオ・クリップ集である。VHSとDVDで発売。

## 概要
- CHARAとしては第2弾となるビデオ・クリップ集である。また本作を最後にビデオ・クリップ集は単体ではリリースされなくなり、シングルやアルバムの初回特典のDVDに収録されるようになる。
- シングル『ボクにうつして』とDVD『スカート -short film-』との同時発売。

## 収録曲
1. ミルク
2. DUCA
3. 光と私
4. 70%-夕暮れのうた
5. 月と甘い涙
  - 一部を除き全編CGの映像。
6. 大切をきずくもの
  - 監督は当時の夫であった浅野忠信が担当。
7. レモンキャンディ

## 注
1. ↑  Sony Music Online Japan(VHS)
2. ↑  Sony Music Online Japan(DVD)